# Seryoga
 (décembre 2016).
Si vous disposez d'ouvrages ou d'articles de référence ou si vous connaissez des sites web de qualité traitant du thème abordé ici, merci de compléter l'article en donnant les références utiles à sa vérifiabilité et en les liant à la section « Notes et références ».
Sergueï Vassilievitch Parkhomenko  (en russe : Сергей Васильевич Пархоменко ; en biélorusse : Сяргей Васільевіч Пархоменка, Siarhieï Vassiliévitch Parkhomienka), dit Seryoga (en russe : Серёга), est un artiste biélorusse de hip-hop originaire de la ville de Homiel. Il s'est produit notamment à Los Angeles en 2007.

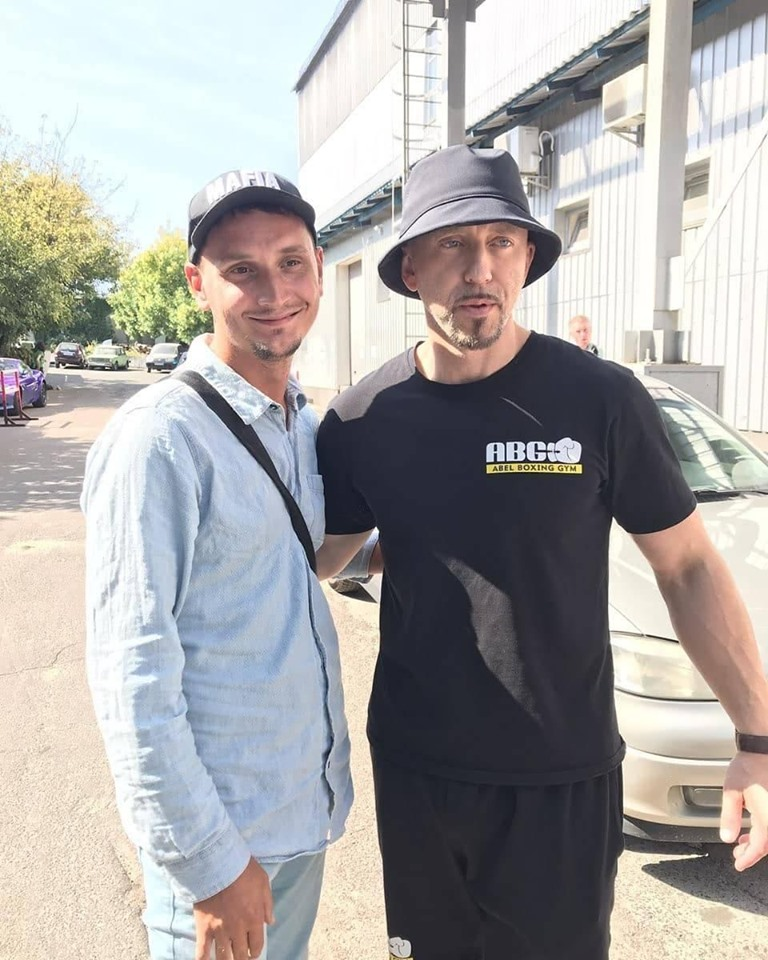

## Distinctions
- 2005 – MTV Russia Music Awards 2005 – Best hip-hop/rap/project of R'n'B.
- 2005 – MTV Russia Music Awards 2005[2]
- 2005 – The National Music Award « Muz-TV »
- 2005 – « Golden Gramophone » pour Black Boomer (en russe : Черный бумер)
- 2006 – « Golden Gramophone » pour Next to your house (en russe : Возле дома твоего)
- 2007 – « Golden Gramophone » pour « Million United States Dollar » (en russe : Миллион долларов США)[3],[4]

## Littérature
- (be) Д.П., уклад. Дз. Падбярэзскі і інш, Энцыклапедыя беларускай папулярнай музыкі, Мінск, Зьміцер Колас,‎ 2008, 2000 экз éd., 270 p. (ISBN 978-985-6783-42-8), « СЕРЁГА »